# Comté de Cache
Le comté de Cache (en anglais : Cache County) est l’un des vingt-neuf comtés de l’État de l'Utah, aux États-Unis. Il a été créé en 1856. Le siège du comté est à la ville de Logan. Selon le recensement de 2000, sa population est de 91 391 habitants.